# Euphorbia friesiorum
Euphorbia friesiorum là một loài thực vật có hoa trong họ Đại kích. Loài này được (Hassl.) S.Carter mô tả khoa học đầu tiên năm 1985.